# 李昊峻
李昊峻（韩语： I Hojun，2001年2月14日—），韩国男子游泳运动员，主攻中长距离自由泳，2016年亚洲游泳锦标赛男子4×100米自由泳接力铜牌得主、2022年亚洲运动会男子4×200米自由泳接力金牌得主，200米自由泳銅牌得主。